# János Kismoni
János Kismoni (12 de enero de 1969) es un deportista húngaro que compitió en lucha grecorromana. Ganó una medalla de plata en el Campeonato Mundial de Lucha de 1998, en la categoría de 85 kg.

## Palmarés internacional
| Campeonato Mundial | Campeonato Mundial | Campeonato Mundial | Campeonato Mundial |
| Año                | Lugar              | Medalla            | Categoría          |
| ------------------ | ------------------ | ------------------ | ------------------ |
| 1998               | Gävle (Suecia)     | Medalla de plata   | 85 kg              |